# 大港 (高雄市)
大港，又稱𩻸港，是台灣高雄市境內的一個地名，也是幸福川舊名，位在今日三民區境內。

## 地理位置
百年前大港村庄範圍南至幸福川、北至高雄車站，西側緊鄰三塊厝；鄰近庄頭，南銜大港埔，北接灣子內。

## 歷史
早期幸福川盛產𩻸仔魚（即鯉魚），可津渡的河川稱（港），所以人們稱「𩻸港」，村莊位於北岸；南岸的平原則稱「𩻸港埔」（今新興區）。
1751年，庄民至桃子園青雲宮迎請保生大帝，保安宮創建。
1920年，設立高雄街，以諧音之故「𩻸港」改稱「大港」為名設為一大字。
1937年，高雄驛即將遷於此，大港庄民遷村至現今高醫附近，並命名為新大港，後人便有新舊大港之別。
1941年，高雄車站正式啟用，逐漸繁華，位處於火車站正門，稱「站前」。

## 景點
- 高雄車站
- 舊大港保安宮
- 幸福川